# 馬拉喀什車站

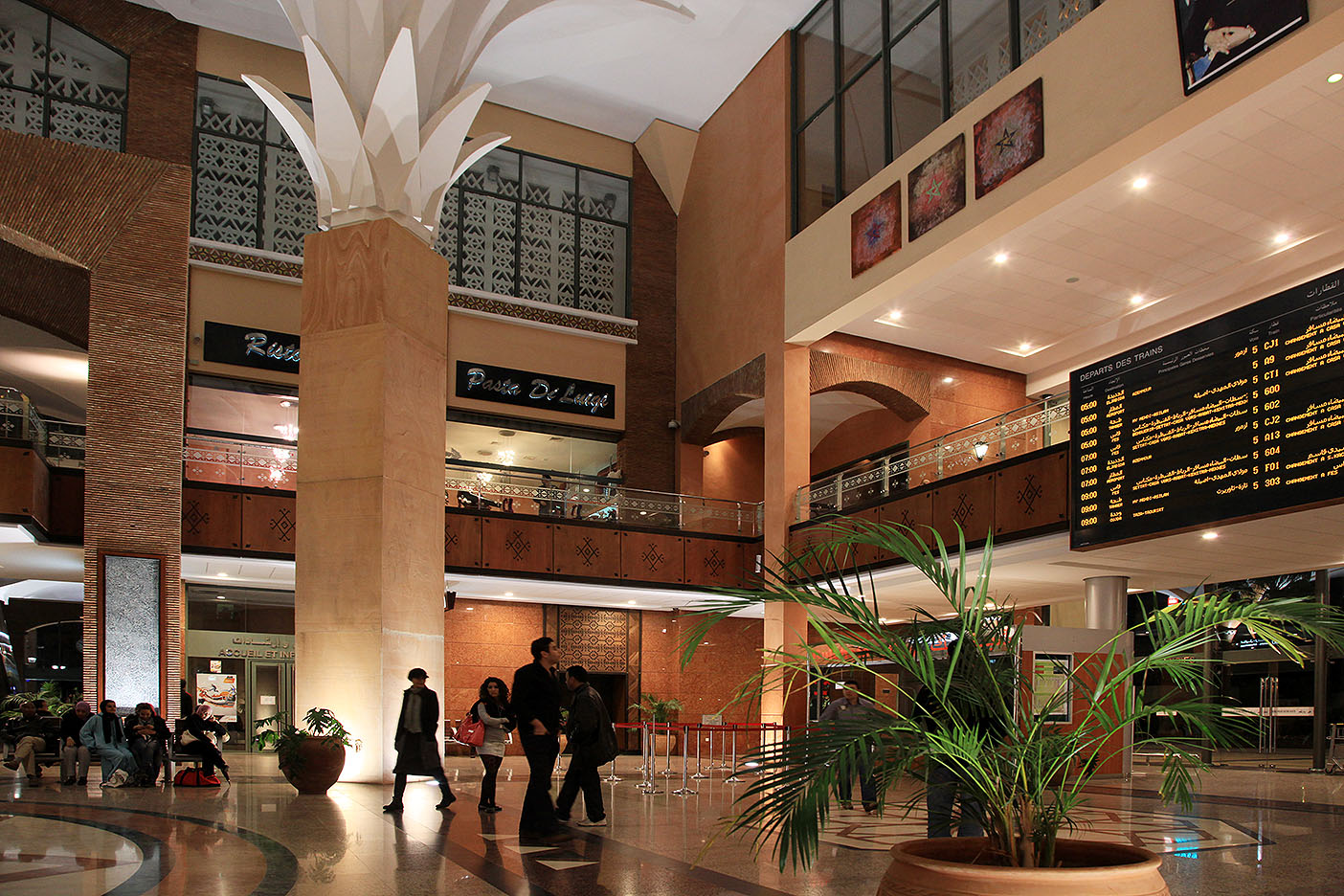
車站內部

馬拉喀什車站（阿拉伯语：‎）是位於摩洛哥馬拉喀什的鐵路車站，於1923年法屬摩洛哥時期完工，目前由摩洛哥國家鐵路公司（ONCF）營運。現今的車站建築是2008年重建的。
馬拉喀什車站目前是摩洛哥鐵路系統的南端點。